# Васил Икономов
 Тази статия е за анархиста.  За общественика и фолклорист вижте Васил Икономов (общественик).  
Васил Бончев Икономов е български анархист, един от най-изявените деятели на това движение. Дейността му се разгръща в началото на 20-те години на XX век.

## Ранни години
Баща му е пощенски служител, а майка му – учителка. Като дете живее в градовете Айтос, Стара Загора, Пазарджик и София. През 1915 завършва Втора мъжка гимназия в София с отличен успех. Участва в Първата световна война отначало като школник, след това и като офицер. На фронта си спечелва известност като много добър стрелец. След края на войната се записва да следва в Юридическия факултет на Софийския университет.
Преломен момент в живота му е запознанството с Михаил Герджиков през 1919 и присъединяването му към анархистическото движение.

## Дейност
Със своята подривна дейност Икономов се проявява като един от най-активните и опасни анархисти. Привърженик е на нелегалните преки действия и революционния терор и експроприацията. Той допринася към организираната дейност със снабдяване на легалните и нелегални групи с оръжие и финансови средства, участва и в пропагандната дейност.
По-известни акции, в които се счита, че той участва, са:
- На 21 май 1922 в София с два куршума е убит журналистът Александър Греков, редактор на вестник „Слово“. Смята се, че е убит, понеже се противопоставя на исканията на стачкуващите кюстендилски тютюноработници.[2]
- Заради същата стачка, но на 8 юли 1922, е убит Пано Чуклев. Счита се, че атентатът е предизвикан от грубото му отношение и обидите към кюстендилските стачници.[2]
- През същата 1922 г. анархистите в София застрелват и главния надзирател на Централния софийски затвор.[2]
- В началото на 1924 група нелегални, между които и Васил Икономов, ликвидира заможния стрелчанин Александър Гуджев.
- На 14 април 1925 четници от Копривщенската анархо-комунистическа чета (Васил Икономов, Васил Попов – Героя, Нешо Тумангелов, Антон Ганчев и Нешо Мандулов) нападат колата, с която пътува цар Борис III в прохода Арабаконак. Атентатът е в резултат на случайна среща на четниците с царския автомобил, не е предварително подготвен, Борис III се измъква невредим.[2]
- Нападение през месец май срещу военен конвой на пътя между Стрелча и Копривщица, при което войниците са разпръснати, а в ръцете на четниците остава целият товар от храна.[2]

Като повечето анархисти, той е отявлен противник на Единния фронт, защото смята, че такъв фронт трябва да се изгражда по места, в процеса на действията, а не да бъде резултат от пазарлъци и договорки на „централно“ ниво.

## Лобно място
В средата на месец юни Васил Икономов и още няколко души от четата (Велко Иванов, Нешо Мандулов и др.) се отделят, за да съберат финансови средства. На 19 юни 1925 година групата решава да нападне бързия влак София – Пловдив. През нощта срещу 20 юни в района на село Белица (Ихтиман), най-вероятно след предателство, агенти на Обществена безопасност изненадват четниците и успяват да убият Васил Икономов. В него те намират бинокъла на Борис III и така разбират, че са ликвидирали един от атентаторите срещу царя. Погребват Икономов в гробището на селото.
Няколко дни по-късно, по заповед на Царя тялото на Икономов е изровено и фотографирано, а след това полицаите го погребват на около 50 метра от гробището, на място, където не минават хора.
В началото на 1969 г. или 1970 години на гроба на Васил Икономов е поставен паметник, допълнен по-късно с паметна плоча. Основно за издирването на гроба на Васил Икономов и строежа на мемориала в негова памет полага грижи Христо Колев – Големия. След 10 ноември 1989 г., всяка година, около датата на смъртта му, анархисти от цяла България посещават паметника.